# Коренизација
Коренизација (рус. коренизация; укр. коренізація; „индигенизација“, или буквално „пуштање корена“) била је рана политика Совјетског Савеза за интеграцију неруских народа у владе совјетских република. Двадесетих година 20. века политика коренизације (нативизације) је промовисала представнике већинског народа и припадајућих националних мањина на одређеном простору на ниже административне нивое локалне власти, бирократије и номенклатуре њихових совјетских република. На руском језику израз коренизация произилази из коренное население („домаће становништво“, или буквално „коренско становништво“).
Политички и културно, политика нативизације имала је за циљ да елиминише руску доминацију и културу у поменутим совјетским републикама. Дерусификација је такође спроведена на етничке руске групе и њихову децу. На пример, сва деца у Украјини су у школи учила украјински језик. Политика коренизације је олакшала Комунистичкој партији да успостави локалне језике у влади и образовању, у издаваштву, култури и јавном животу. На тај начин, кадрови локалне Комунистичке партије су унапређени на све нивое власти, а етнички Руси који раде у државној управи морали су да науче локални језик и културу дате совјетске републике.

## Почеци
Политика националности је формулисана од стране бољшевичке партије 1913. године, четири године пре него што су дошли на власт у Русији. Владимир Лењин је послао младог Јосифа Стаљина (и сам Грузијац и самим тим припадник етничке мањине) у Беч, који је био веома етнички разнолик град због свог статуса главног града Аустроугарске империје. Стаљин се вратио Москви са сопственим политичким идејама. То је сажето у Стаљиновом памфлету (његова прва научна публикација), Марксизам и национално питање (1913). Иронично, Стаљин би такође био главни заговорник поновног појављивања русификације.
Суочен са масовном неруском опозицијом његовом режиму, Лењин је крајем 1919. убедио своје сараднике да њихова влада мора да заустави културну административну и језичку политику коју је водила у неруским републикама. Као што је усвојено 1923. године, коренизација је укључивала наставу и администрацију на језику републике; и унапређивање неруса на положаје моћи у републичким администрацијама и партији, укључујући једно време стварање посебне групе совјета зване рус. нацсоветы („национални савети“) у њиховим сопственим рус. нацрайоны („регионима националности“) заснованим на концентрацији мањине унутар онога што су биле мањинске републике. На пример, у Украјини је крајем 1920-их постојао чак и такав савет за Русе и Естонце.
Ова политика је имала за циљ да делимично преокрене деценије русификације, или промоцију културе и језика руског идентитета на неруским територијама које су се десиле током периода власти Руске Империје. Примена политике је добила подршку многих раније антибољшевичких нерусе широм земље. Такође је изазвала непријатељство међу неким Русима и русификованим нерусима у неруским републикама.
Током 1920-их, друштво још увек није било „социјалистичко“. Постојао је анимозитет према Русима и према другим народностима од стране Руса, али је било и сукоба и ривалитета међу другим националностима.

## Против великоруског шовинизма
Године 1923. на 12. партијском конгресу, Стаљин је идентификовао две претње успеху партијске „политике националности“: шовинизам великих сила (рус. великодержавный шовинизм, „великодржавни шовинизам“) и локални национализам. Међутим, он је прво описао као већу опасност:
Великоруски шовинистички дух, који захваљујући НЕП -у све више јача, ... [налази] израз у арогантном презреном и бездушно бирократском односу руских совјетских званичника према потребама и захтевима националних република. Вишенационална совјетска држава може постати заиста трајна, а сарадња народа у њој заиста братска, само ако се ови остаци енергично и неповратно искорене из праксе наших државних институција. Дакле, први непосредни задатак наше Партије је енергична борба против опстанка великоруског шовинизма.
Главну опасност, великоруски шовинизам, треба да држе под контролом сами Руси, зарад ширег циља изградње социјализма. Унутар подручја (мањинске) националности треба организовати нове институције које ће држави свуда дати национални (мањински) карактер, изграђене на употреби језика националности у власти и образовању, као и на регрутовању и унапређењу лидера из реда мањинских група. . На централном нивоу националности треба да буду заступљене у Совјету националности.

## Стварање социјалистичких нација
Основна идеја Коренизације била је да се створи комунистички кадар за сваку националност. До средине 1930-их проценат локалног становништва у партијској и  државној служби значајно је порастао.
Почетни период коренизације одвијао се упоредо са развојем национално-територијалних административних јединица и националних култура. Појам националних култура се пре свега огледао у областима језичке конструкције и образовања. За неколико малих народности у Русији које нису имале књижевни језик, „Комитет севера“ је помогао да се створе писма како би се национални језици могли предавати у школама — и тиме би мањине биле доведене из заосталости у савремени свет. А у веома великој Украјинској Републици, програм украјинизације довео је до дубоког промене тако што је наставни језик у школама постао украјински.
Стаљин је 1930. године на 16. партијском конгресу прогласио да је изградња социјализма период процвата националних култура. Коначни циљ би био спајање у једну међународну културу са заједничким језиком. У међувремену, први петогодишњи план 1928–1931 био је период радикализма, утопизма и насиља у атмосфери „културне револуције“. Руско културно наслеђе је било на удару, цркве су затворене, стари стручњаци отпуштени, а наука и уметност пролетаризовани.
Тактика бољшевика у њиховој борби да неутралише националистичке тежње довела је до политичких резултата до почетка 1930-их. Стара структура Руске iмперије је уништена и створена је хијерархијска федерална државна структура заснована на националном принципу. Структуру су чиниле државе засноване на националности у којима су националне културе цветале, а национални језици су се говорили и користили у школама и у локалној администрацији. Транзиција је била стварна, а не само камуфлирано централизовано руско царство.
Седамнаести партијски конгрес 1934. године прогласио је да је изградња материјалне основе за социјалистичко друштво успела. Совјетски Савез је први пут постао званично социјалистичко друштво 1936. године када је усвојен нови устав. Нови устав је навео да су се многе социјалистичке нације трансформисале на добровољној основи у хармоничну унију. Према новом уставу постојало је 11 социјалистичких република, 22 аутономне републике, девет аутономних области и девет националних територија. У исто време, администрација је сада била у великој мери централизована. Све републике су сада биле упрегнуте да служе једној заједничкој социјалистичкој држави.

## Крај коренизације

### Чистке националног кадра
Између 1933. и 1938. коренизација заправо није укинута. Одредбе су једноставно престале да се примењују. Почеле су и чистке руководстава националних република и територија. Оптужба против неРуса је била да су подстицали националне сукобе и тлачили Русе или друге мањине у републикама. Године 1937. је проглашено да су локалне елите постале унајмљени агенти и да им је циљ био распарчавање Совјетског Савеза и рестаурација капитализма. Сада је дошло време да се види да Руси имају поштен третман. Масовно су ликвидирана национална руководства република и аутономија.

### Преокрет ка русификације
Средином 1930-их, са чисткама у неким националним областима, политика коренизације је добила нови заокрет, а до краја 1930-их политика промоције локалних језика почела је да се балансира већом русификацијом, иако можда не и отвореном русификацијом или покушаје асимилације мањина. У то време, коренизацијама је апетит неРуса био подстакнут, а не засићен а било је назнака да је то подстицало међуетничко насиље до те мере да би територијални интегритет СССР-а био у опасности. Поред тога, етнички Руси су негодовали због институционализоване и вештачке „обрнуте дискриминације“ која је користила неРусима и сматрали су их као резултат тога незахвалним и манипулативним. Друга забринутост је била да су најзападније мањине у Совјетском Савезу – Белоруси, Украјинци, Пољаци, Финци и други. – према којима се раније поступало са свесним благонаклоношћу како би пружили пропагандну вредност припадницима својих етничких група у народима који се граниче са СССР-ом (и тиме олакшали будуће национално уједињење, што би тада довело до територијалне експанзије СССР-а) су се сада све више сматрали подложним утицају преко границе, „петим колонама“ експанзионистичких држава које желе да стекну совјетску територију насељену сопственом етничком групом. Приврженост маса националном, а не класном идентитету била је подједнако јака у Русији као и у другим републикама и регионима. Између 1937. и 1953. године, расне политике су почеле да се увлаче у националну политику, при чему се сматрало да одређене националности имају непроменљиве особине, посебно националности у нестабилним пограничним земљама.
Штавише, чинило се да је Стаљин одлучио да у великој мери смањи број званично признатих националности, што се види поређењем званичног списка националности на попису из 1939. и поређењем са пописом из 1926. године. Настављен је развој „националних школа“ (национальние школе) у којима су језици мањинских националности били главни медиј наставе, ширећи писменост и опште образовање на многим језицима националних мањина, док се руски учио као обавезан предмет. Термин коренизација је изашао из употребе у другој половини 1930-их, замењен бирократским изразима, као што су „селекција и постављање националних кадрова“ (подбор и расстановка национальних кадров).
Од 1937. централна штампа почиње да велича руски језик и руску културу. Организоване су масовне кампање да се осуде „народни непријатељи“. „Буржоаски националисти“ су били нови непријатељи руског народа који су потиснули руски језик. Напуштена је политика коренизације. У наредним годинама руски језик је постао обавезан предмет у свим совјетским школама.
Пререволуционарни руски национализам је такође рехабилитован. Многи од хероја руске историје поново су присвојени за величање. Руски народ је постао „старији брат“ „социјалистичке породице народа“. Нова врста патриотизма, совјетски патриотизам, проглашена је за спремност да се бори за социјалистичку отаџбину.
Руски језик је 1938. године постао обавезан предмет у свим неруским школама. Уопштено говорећи, културна и лингвистичка русификација одражавала је општу централизацију коју је наметнуо Стаљин. Варијанта ћириличног писма је установљена за бројне совјетске језике, укључујући и језике централне Азије који су касних 1920-их добили латинично писмо уместо арапског.